# 小亨利
《小亨利》（原題：Henry）為1932年起由漫畫家卡爾安德森（Carl Anderson，1865年2月14日～1948年11月4日）繪製的美國漫畫，在台灣曾由《國語日報》引進並連載。當時由何凡（夏承楹）向美國訂購，加上中文說明，每日在《國語日報》刊出四格。1951年10月1日「小亨利」黑白版問世。1988年12月17日：「小亨利」推出彩色版。